# Schloss Lichtenstein (Württemberg)
Schloss Lichtenstein, auch als „Märchenschloss Württembergs“ bezeichnet, ist ein im Stil des Historismus erbautes Schloss des 19. Jahrhunderts über dem Ort Honau, Gemeinde Lichtenstein, im Landkreis Reutlingen in Baden-Württemberg.

## Geographische Lage

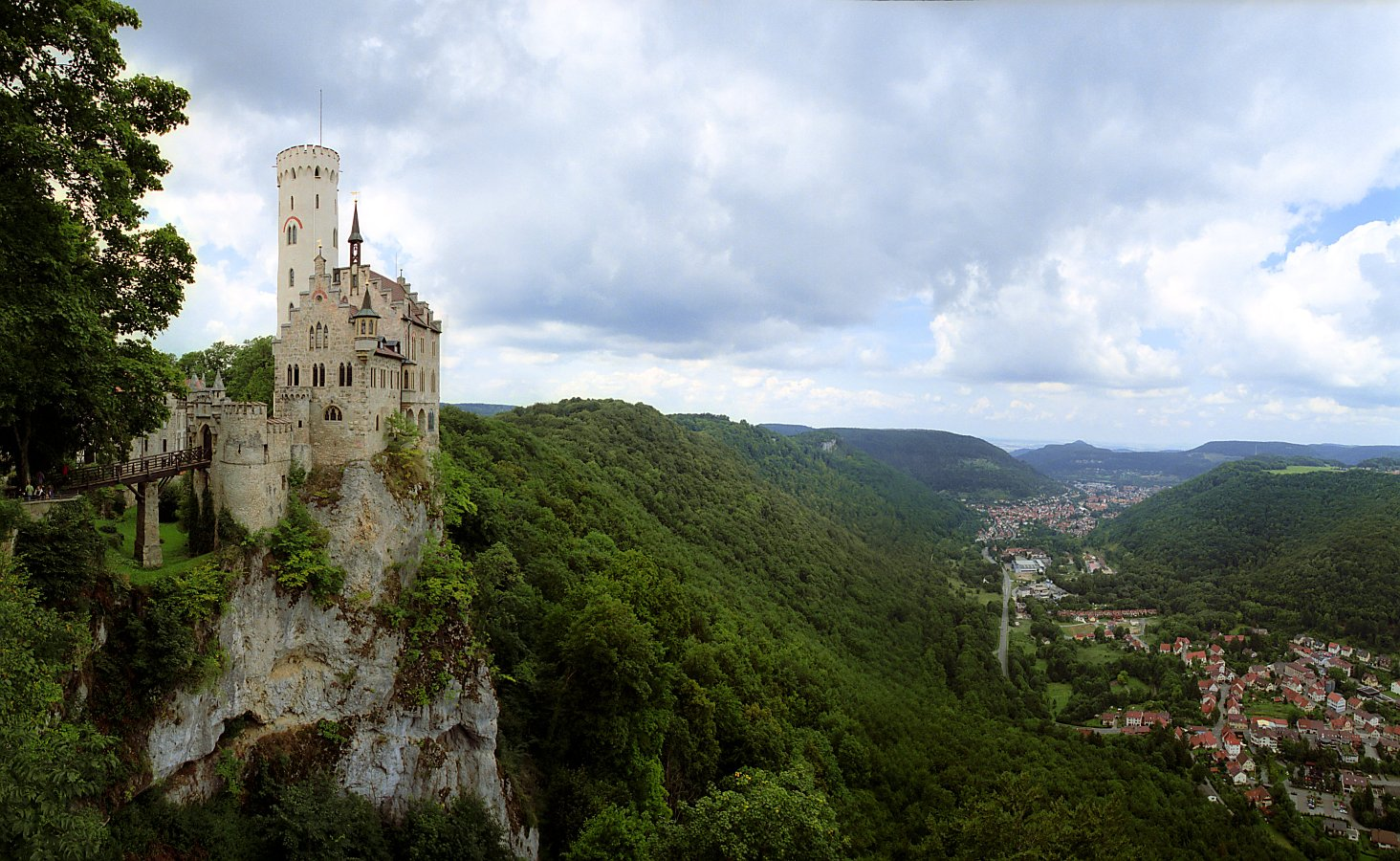
Lage am Albtrauf

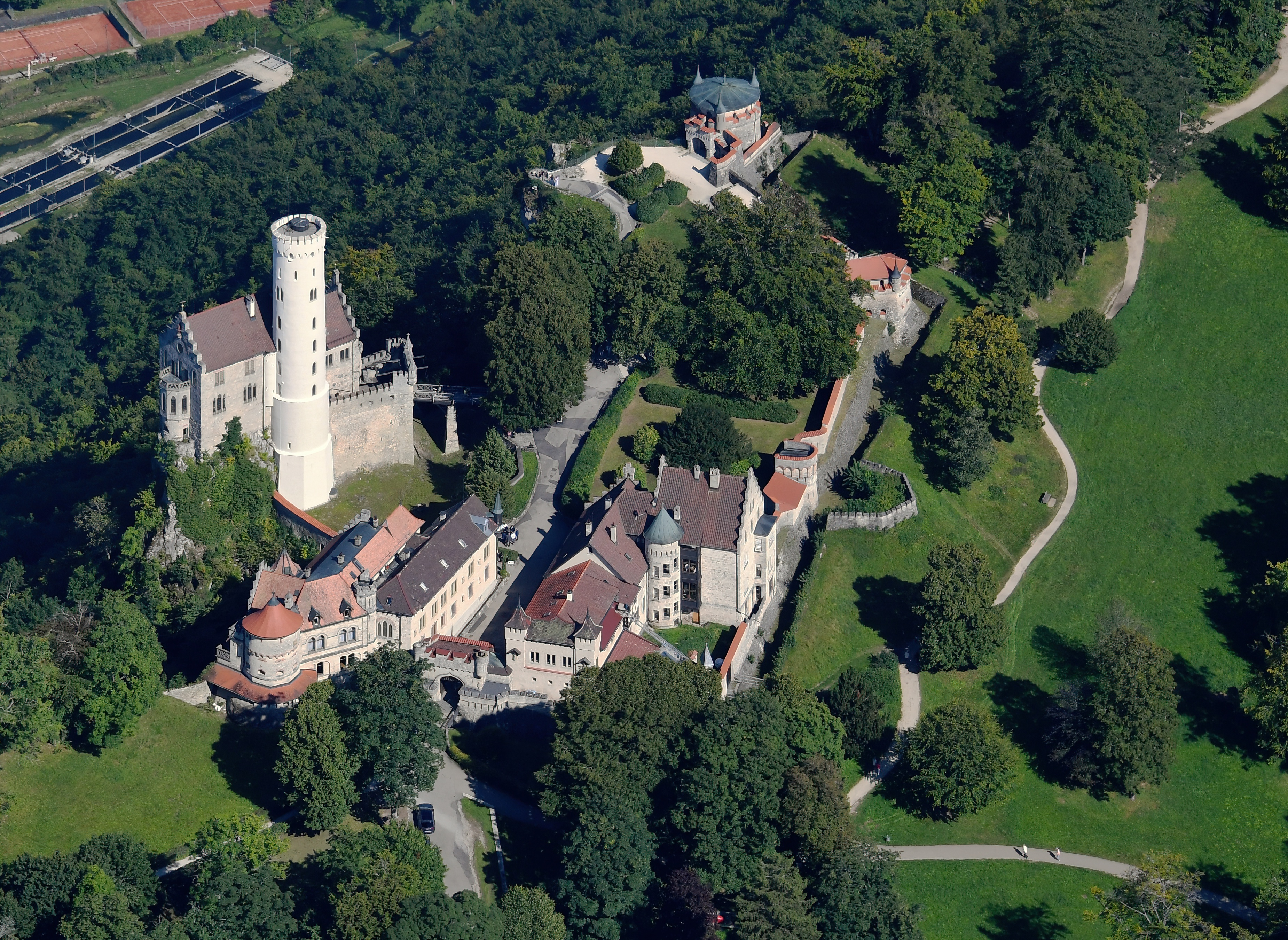
Luftbild der gesamten Schlossanlage

Das Schloss liegt am Albtrauf der Schwäbischen Alb auf einer Höhe von 817 m ü. NN über dem Tal der Echaz, die als kleiner Nebenfluss des Neckars etwa 250 Meter tiefer im Tal entspringt. Rund 500 Meter südöstlich des Schlosses befinden sich Reste der Ruine der mittelalterlichen Burg Alt-Lichtenstein („Alter Lichtenstein“).

## Geschichte

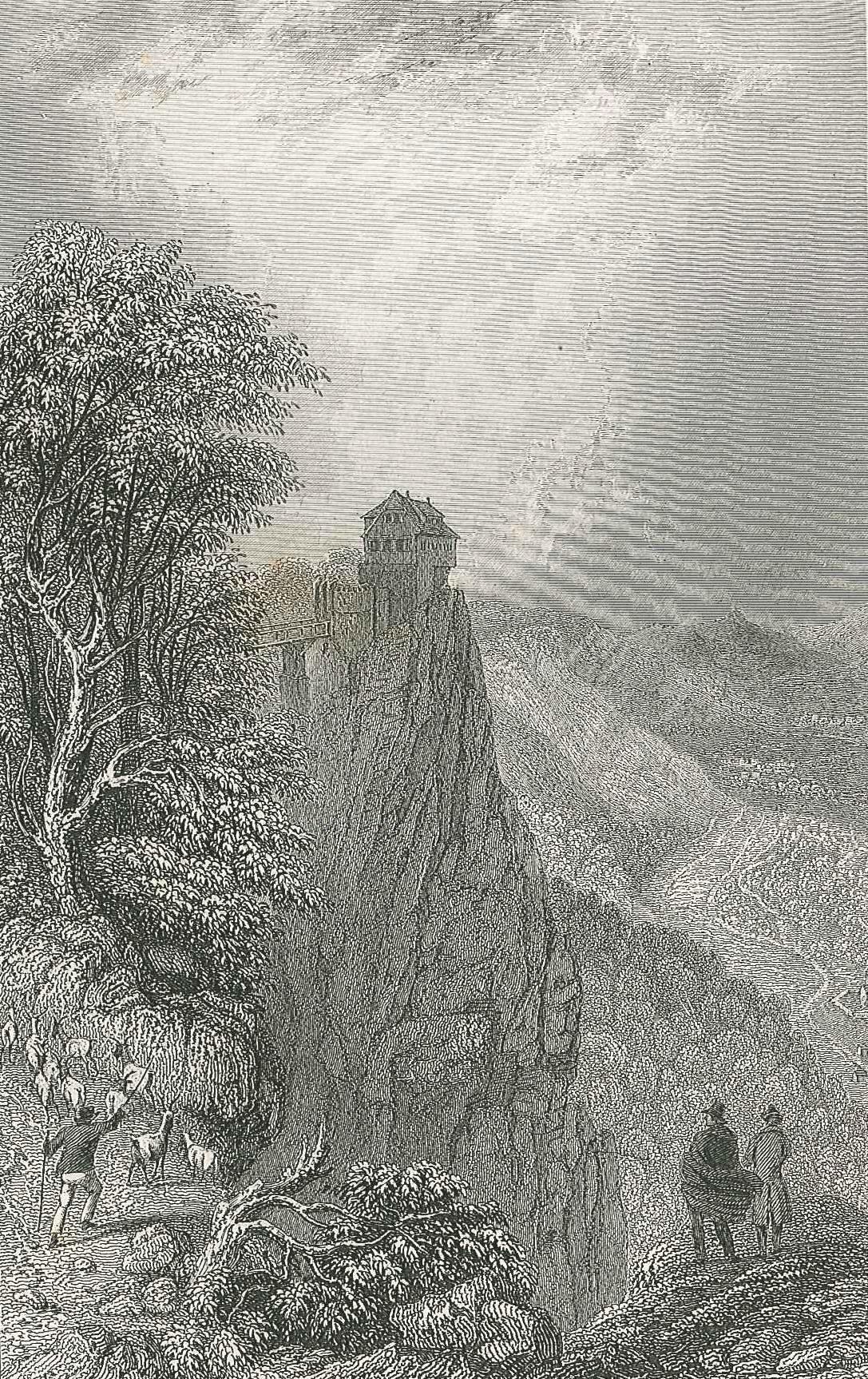
Das auf der Burgruine erbaute Forsthaus Lichtenstein im frühen 19. Jahrhundert. Stahlstich nach einer Zeichnung von Ludwig Mayer. (Quelle: Wanderungen durch Schwaben von Gustav Schwab. Leipzig 1838)

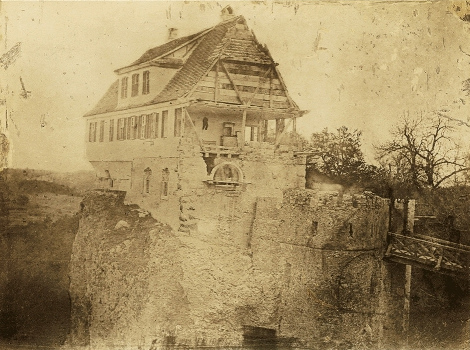
Das Forsthaus bei seinem Abriss 1839

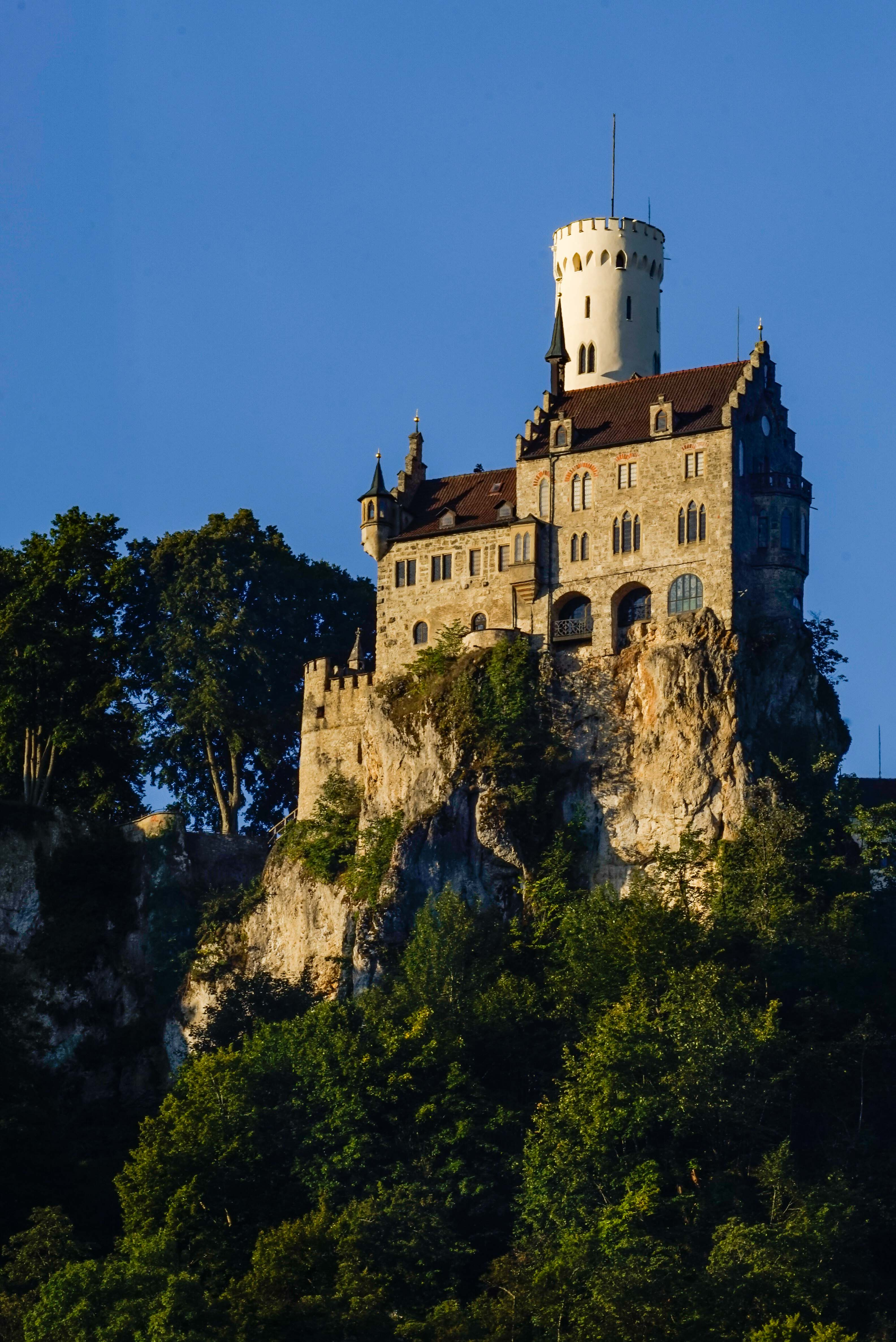
Schloss Lichtenstein von Honau aus gesehen

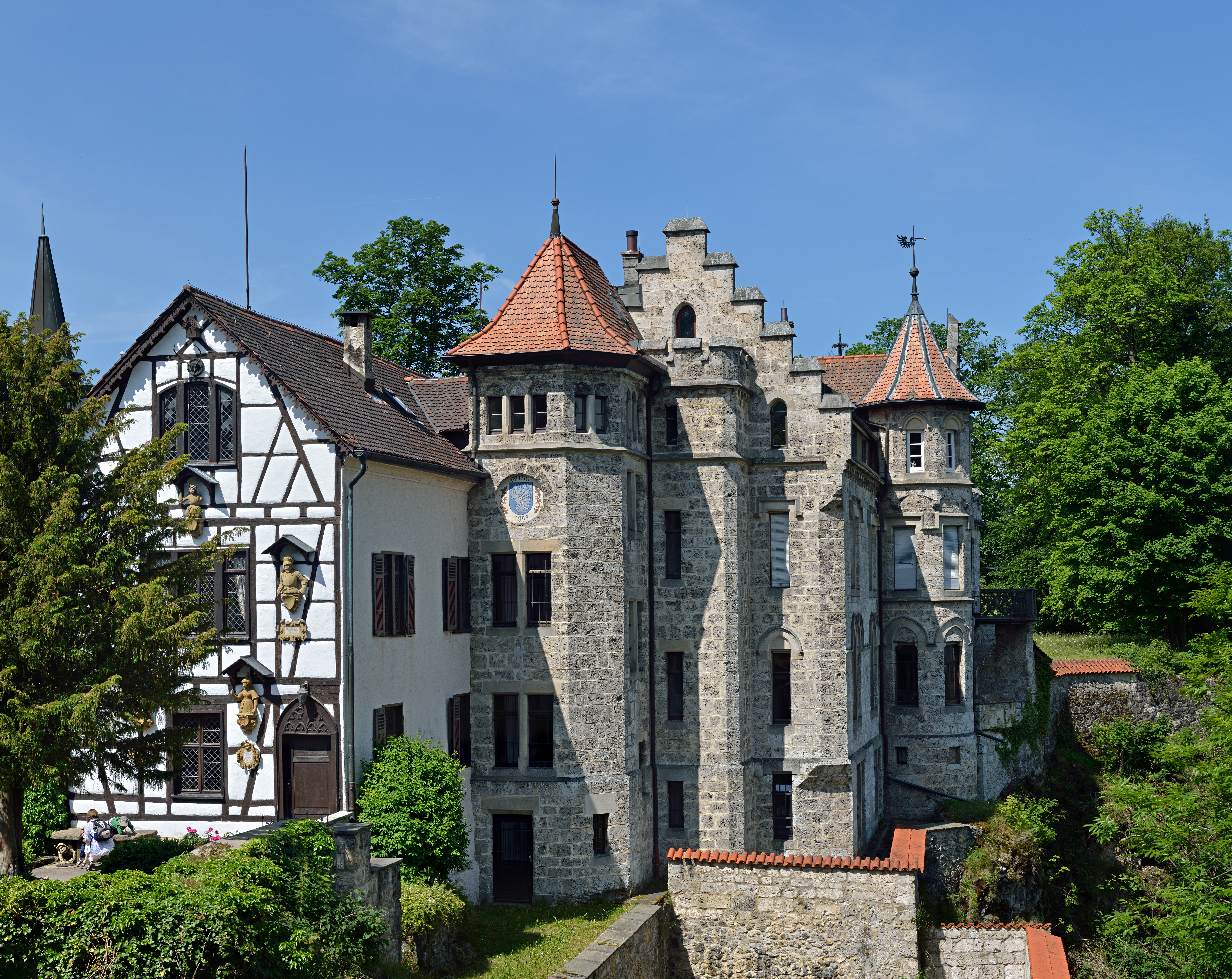
Nebengebäude

An der Stelle des heutigen Schlosses wurde um 1390 die Burg Lichtenstein errichtet, nachdem die in der Nachbarschaft liegende Vorgängerburg Alt-Lichtenstein 1381 im Schwäbischen Städtekrieg zerstört und danach aufgegeben worden war. Die neue Burg Lichtenstein galt als eine der wehrhaftesten des Spätmittelalters. Bemerkenswert sind die frühen Kasematten auf der Südseite mit Schartenformen für Feuerwaffen.
Mit der Zeit schwand die strategische Bedeutung, und 1567 verlor sie ihren Status als Herzogssitz. Sie wurde nun als Forsthaus genutzt. Während des Dreißigjährigen Krieges (1618–1648) wurde das Gebäude als Teil der Pfandschaft Achalm von der Tiroler Linie des Hauses Habsburg in Besitz genommen. In der Folgezeit verfiel die Anlage allmählich.
Der letzte Lichtensteiner fiel 1687 im Kampf gegen die Türken. Da keine weiteren Nachfolger bekannt sind, gelten sie seither als ausgestorben. Noch heute ist im Rittersaal des neuen Schlosses Lichtenstein an der Wand das ursprüngliche Wappen der Lichtensteiner dargestellt, der silberne Adlerflügel auf blauem Grund. 
1802 wurden Teile der Burgruine abgetragen und auf Geheiß von Herzog Friedrich II., dem späteren König Friedrich I. von Württemberg, ein fürstliches Forst- und Jagdhaus errichtet. Der Rest der Burgruine wurde dabei als Unterbau für das Forsthaus genutzt.
Im 19. Jahrhundert entstand im Zuge der Romantik ein großes Interesse am mittelalterlichen Rittertum. Wilhelm Hauff veröffentlichte 1826 seinen Roman Lichtenstein, der auf die spätmittelalterliche Burg Lichtenstein Bezug nimmt. In diesem Roman wurde ein Stück württembergische Landesgeschichte popularisiert. Im Mittelpunkt der Erzählung steht u. a. der geächtete Herzog Ulrich, der 1519 vom Schwäbischen Bund aus Württemberg vertrieben wurde und zeitweilig auf dem Lichtenstein und in der benachbarten Nebelhöhle Zuflucht gefunden haben soll.
Wilhelm Graf von Württemberg (späterer Herzog von Urach), ein Vetter des Königs, interessierte sich sehr für mittelalterliche Geschichte und historische Bau- und Kunstdenkmäler. Er war von Hauffs Roman begeistert und entschloss sich zum Ankauf des Lichtenstein, nachdem er schon länger eine Burgruine auf der Schwäbischen Alb zum Wiederaufbau als Sommersitz gesucht hatte. Das zu dieser Zeit dort befindliche Forsthaus wurde 1837 von Graf Wilhelm nach Verhandlungen mit dem Uracher Oberförster Philipp Freiherr von Hügel und dessen Nachfolger Friedrich von Mandelsloh erworben. Der Graf, ein leidenschaftlicher Sammler von Waffen, Rüstungen und Gemälden, benötigte einen Aufbewahrungsort für seine Kunstgegenstände und wünschte sich dafür eine möglichst authentische Ritterburg. Nach dem Abbruch des Forst- und Jagdhauses wurde das Schloss zwischen 1840 und 1842 nach den Plänen Carl Alexander Heideloffs, unter der späteren Bauleitung von Johann Georg Rupp (1797–1883) gebaut. An der Ausstattung des Schlosses waren zudem neben Georg Eberlein der Bildhauer Ernst Machold, der Reutlinger Glasmaler Friedrich Pfort und weitere Schüler Heideloffs beteiligt. Neben dem auf steilem Felsturm über den mittelalterlichen Mauern errichteten Kernschloss entstand eine weitläufige Vorburg mit Eckbastionen und Geschütztürmen, welche zwei ältere Wirtschaftsgebäude einschloss, die umgebaut wurden. Das neugotische Lichtenstein ist eine der ersten historistischen Schlossanlagen in Südwestdeutschland, die man auf Grund ihrer Einbettung als Staffage in die Alblandschaft und ihrer qualitätsvollen Architektur und Innenausstattung zu den besten Schöpfungen des romantischen Historismus in Deutschland rechnen darf.
Der Schlossneubau entsprach den im 19. Jahrhundert gängigen, romantisierenden Vorstellungen über mittelalterliche Ritterburgen und kann dem Architekturstil der Neugotik zugeordnet werden. Graf Wilhelm suchte damit ein patriotisches Denkmal für das Haus Württemberg zu schaffen, was sich vor allem in der reichen, hochqualitativen neugotischen Innenausstattung mit Malereien von Georg Eberlein zeigt.
Nach der Revolution von 1848/49 ließ der 1867 zum Herzog von Urach erhobene Graf Wilhelm, der passionierter Artillerieoffizier war, nach eigenen Entwürfen die Vorburgbefestigungen ausbauen. Im Zentrum entstand eine dem damaligen deutschen Festungsbau entsprechende Kaponniere mit vorgelagertem Außenwerk, wie sie ähnlich die Bundesfestung Ulm in weitaus größerem Maßstab zeigt. Um die Vorburgmauer wurde ein Graben gezogen. Der Graf suchte damit sein Schloss und die darin befindlichen Kunstschätze gegen befürchtete Überfälle zu sichern. In den Bastionen und hinter den Mauern waren Kanonen aufgestellt. Gleichzeitig suchte Graf Wilhelm hier quasi modellhaft die Entwicklung des Festungsbaus von der Renaissance bis in seine eigene Zeit vorzuführen.
1899–1900 entstand in der Vorburg der sog. Gerobau und schließlich 1907/08 der Fürstenbau, die sich stilistisch in die historistische Anlage einordnen.
Zwei im Schloss aufbewahrte Gemälde eines noch unbekannten gotischen Malers verhalfen diesem zu seinem Notnamen „Meister von Schloss Lichtenstein“.
Was Schloss Neuschwanstein (1867–1886) für Bayern, Schloss Stolzenfels (ab 1825) für das ehemals preußische Rheinland, die Marienburg (ab 1817) für Preußen (und später NS-Deutschland), die Wartburg (1838–1890) für Thüringen und die Hohkönigsburg (1900–1908) für das damals deutsche Elsass sind oder waren, das sind die Burg Hohenzollern (1850–1867) und – trotz der deutlich kleineren Dimensionen des Bauwerks – Schloss Lichtenstein (1840–1842) für die Schwäbische Alb: Wahrzeichen der Region und gebaute Mittelalter-Träume. Schloss Lichtenstein sticht dabei heraus durch die Besonderheit der auf den konkreten Ort bezogenen literarischen Inspiration durch den zeitlich vorangehenden Roman Lichtenstein. Nur für die Wartburg ist mit der Überlieferung vom Sängerkrieg auf der Wartburg etwas Vergleichbares zu nennen.

## Aktuelle Situation
1997–1999 wurden der zweite und der dritte Stock des Schlosses restauriert, gefördert durch die Wüstenrot Stiftung und die Fördergemeinschaft zur Erhaltung des Schlosses Lichtenstein e. V.
Heute kann das Schloss gegen Eintritt im Rahmen einer Führung besichtigt werden (ohne Führung ist der Zutritt in die Innenräume des Schlosses für Touristen nicht möglich). Alternativ besteht die Möglichkeit, nur den Schlosshof zu besichtigen, um sich beispielsweise einen Eindruck verschiedener baulich prägnanter Besonderheiten wie eines Kanonenturms u. a. zu verschaffen. Als sehenswert gelten dabei vor allem Sammelstücke wie z. B. verschiedene historische Artilleriegeschütze (Kanonen), die dort ausgestellt sind.

## Schlossherren
Die Herren auf Schloss Lichtenstein sind die Nachfahren des Erbauers, die Herzöge von Urach (eine Nebenlinie des Hauses Württemberg):
- 1837–1869: Wilhelm Graf von Württemberg, seit 1867 Herzog von Urach
- 1869–1928: Wilhelm Karl von Urach
- 1928–1981: Karl Gero von Urach
- 1981–1991: Karl Anselm von Urach
- seit 1991: Wilhelm Albert von Urach

## Sonstiges

### Drehort
Schloss Lichtenstein war 2009 ein Drehort des Märchenfilms Dornröschen. In der Verfilmung des bekannten Märchens der Brüder Grimm stellte Lichtenstein das verzauberte, von einer Dornenhecke überwucherte Schloss dar.
1958 wurden Teile des Films Kleine Leute mal ganz groß auf Schloss Lichtenstein und im benachbarten Bad Urach gedreht.

### Briefmarken
Das Schloss Lichtenstein wurde als Motiv für verschiedene Briefmarkenserien gewählt. Während der französischen Besatzung Südwestdeutschlands nach dem Zweiten Weltkrieg wurde im August 1947 eine Briefmarken-Ausgabe der französischen Zone Württemberg-Hohenzollern zu 84 Reichspfennig herausgebracht.
Am 16. Juni 1982 erschien eine 35-Pfennig-Briefmarke der Deutschen Bundespost Berlin mit dem Motiv Schloss Lichtenstein. Bei der Deutschen Bundespost wie auch bei der Deutschen Bundespost Berlin wurden jeweils 21 Werte in der Briefmarkenserie Burgen und Schlösser ausgegeben.

### Notgeld

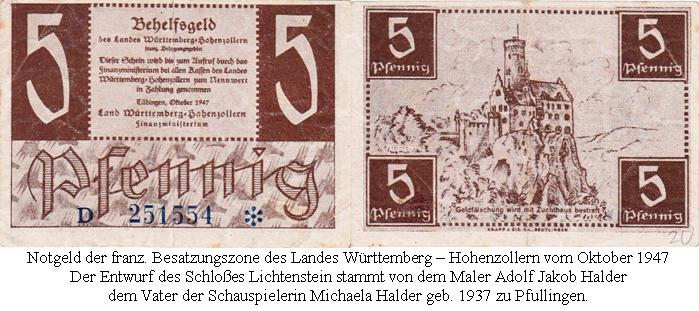
5-Pfennig-Notgeld von 1947 in Württemberg-Hohenzollern

Im Oktober 1947 wurde während der französischen Besatzung nach dem Zweiten Weltkrieg auf einem 5-Pfennig-Behelfsgeldschein des Landes Württemberg-Hohenzollern das Schloss Lichtenstein abgebildet.

### Nachbauten
In Lietzow auf Rügen befindet sich ein 1868 erbautes Schlösschen, das in weiten Teilen eine Kopie des Schlosses Lichtenstein darstellt.
In Osthofen bei Worms (Rheinhessen) befindet sich ein 1891 erbautes Weinbergshaus in Gestalt einer Miniaturburg, das dem Schloss Lichtenstein ähnelt. Das Gebäude steht über der Weinlage „Leckzapfen“, oberhalb der Altstadt von Osthofen. Das Gelände ist frei zugänglich und wird durch das Weingut Schönauer Hof bewirtschaftet.
Im südafrikanischen Hout Bay nahe Kapstadt baute der deutschstämmige Geschäftsmann Reynier Fritz zwischen 1986 und 1998 eine Nachbildung von Schloss Lichtenstein, die heute als eine der Sehenswürdigkeiten des Ortes gilt. Die Schlossreplik beherbergt ein Gästehaus und kann für verschiedene Veranstaltungen genutzt werden.

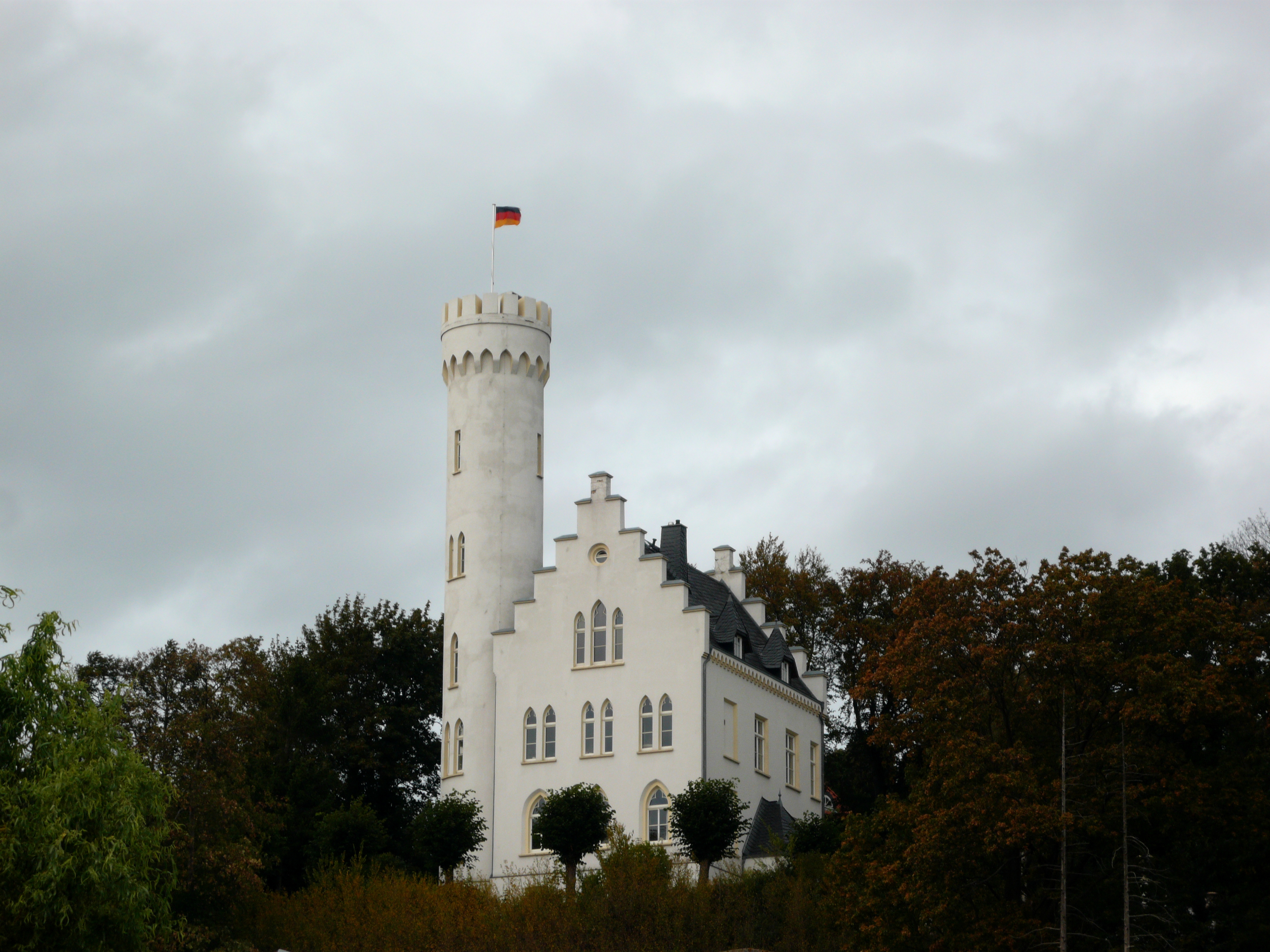
Schlösschen Lietzow auf Rügen
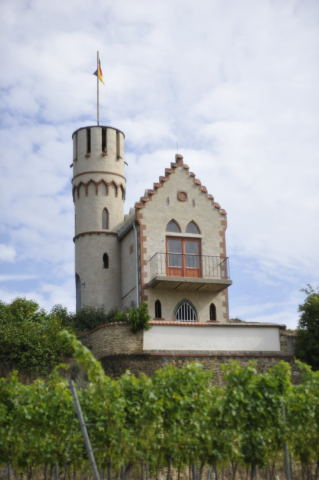
Weinbergshaus „Leckzapfen“
Lichtenstein Castle in Hout Bay/Südafrika

### Modelle
Der Modellbahnzubehör-Hersteller Faller bietet ein Kunststoff-Bausatz-Modell des Schlosses an. Das Modell wird im „H0-Programm“ des Herstellers geführt, ist aber nicht im entsprechenden Maßstab 1:87 ausgeführt, sondern deutlich kleiner und wird daher mit dem Hinweis „Speziell für den Hintergrund geeignet“ beworben.